# Jigme Dorji Wangchuck
Jigme Dorji Wangchuck (tiếng Dzongkha: འཇིགས་མེད་རྡོ་རྗེ་དབང་ཕྱུག་; 2 tháng 5 năm 1928 – 21 tháng 7 năm 1972) là Druk Gyalpo thứ 3 của Vương quốc Bhutan. Ông là vị vua có công mở cửa đất nước với thế giới và đặt nền móng cho sự nghiệp hiện đại hóa và dân chủ hóa Bhutan.